# Babak Nurzad
Babak Nurzad (pers. بابک نورزاد; ur. 14 sierpnia 1978 w Gha’emszahr) – irański zapaśnik w stylu wolnym. Olimpijczyk z Aten 2004, gdzie zajął szesnaste miejsce w kategorii 55 kg.
Dwukrotny uczestnik mistrzostw świata, srebro w 2001. Drugi w Pucharze Świata w 1996. Uniwersytecki wicemistrz świata w 2002. Mistrz świata juniorów z 1996 roku.